# Mojmírovce
Mojmírovce és un poble i municipi d'Eslovàquia que es troba a la regió de Nitra, al sud-oest del país. El 2021 tenia 2.922 habitants.

## Història
La primera menció escrita de la vila es remunta al 1156.

## Demografia
| Godina             | 1994 | 2004   | 2014   | 2024   |
| ------------------ | ---- | ------ | ------ | ------ |
| Nombre de persones | 2827 | 2751   | 2856   | 2950   |
| Diferència         |      | −2,68% | +3,81% | +3,29% |

| Godina             | 2023 | 2024   |
| ------------------ | ---- | ------ |
| Nombre de persones | 2963 | 2950   |
| Diferència         |      | −0,43% |

## Viles agermanades
- Čemer, Hongria